# Кейстут
Кейстут (лит. Kęstutis; ок. 1297 — 15 августа 1382, Крево) — великий князь литовский (1381—1382), князь трокский (1337—1382), сын Гедимина, брат и фактический соправитель Ольгерда, отец Витовта.

## Ранние годы
Дата рождения предположительно 1297 год, но чаще всего отмечается как неизвестная. Был одним из сыновей великого князя литовского Гедимина. Ещё при жизни отца Кейстут получил в удел Жемайтию, Троки, Гродно и Берестье. Таким образом, его удел представлял узкую и длинную полосу вдоль западного рубежа Великого княжества Литовского, прилегавшую к владениям Тевтонского ордена и Мазовии.
В течение четырёх лет после смерти Гедимина (1341—1345) централизованная власть в Великом Княжестве Литовском, распавшейся на самостоятельные уделы, фактически отсутствовала. Вероятнее всего, причиной было то, что смерть Гедимина застала его сыновей внезапно. Несмотря на то, что великокняжеский удел в составе Вильны и её пригородов (Ошмян, Вилькомира и Браслава) получил его младший сын Евнутий, каждый из сыновей Гедимина самостоятельно правил своим уделом и действовал по собственному усмотрению, иногда заключая союзы с братьями, иногда обходясь без них. Каждый из них самостоятельно заключал договоры с другими государствами, предпринимал военные походы, не ссылаясь на Евнутия.
Кейстут после смерти отца также сохранил свой удел и в это время принимал активное участие в военных и дипломатических предприятиях братьев. На тот момент он владел Тракаем — столицей субмонархов, что позволяло ему занимать особое положение. Так сразу после смерти Гедимина один из его сыновей Монтвид совершил поход против прусских рыцарей, вытеснил их из Жмуди, вторгся в Пруссию и разбил противника в нескольких стычках. Как сообщается в Прусской хронике, в переговорах Монтвида с магистром Людольфом Кёнигом принимали участие Ольгерд и Кейстут. Кроме того, благодаря посредничеству Кейстута из польского плена был освобождён его брат Любарт Гедиминович, попавший туда в ходе войны за галицко-волынское наследство. В ходе той же войны Кейстут принимал участие в набегах литовцев на Мазовию, происходивших с 1340 года. В 1342 году он принял участие в походе Ольгерда на защиту Пскова, предпринятом по просьбе самих псковичей против ливонских рыцарей. Уже в эти годы ясно обозначился союз Кейстута и Ольгерда, тяготевших к язычеству - впоследствии этому союзу было суждено стать одним из самых славных в литовской истории. Напротив, от склонявшегося к христианству Евнутия Кейстут удалялся. Наконец, по сообщению Т. Чацкого, в том же 1342 году Кейстут заключил от своего имени торговый договор с Англией, по которому англичане получили свободный въезд в его владения.

## Соправитель Ольгерда

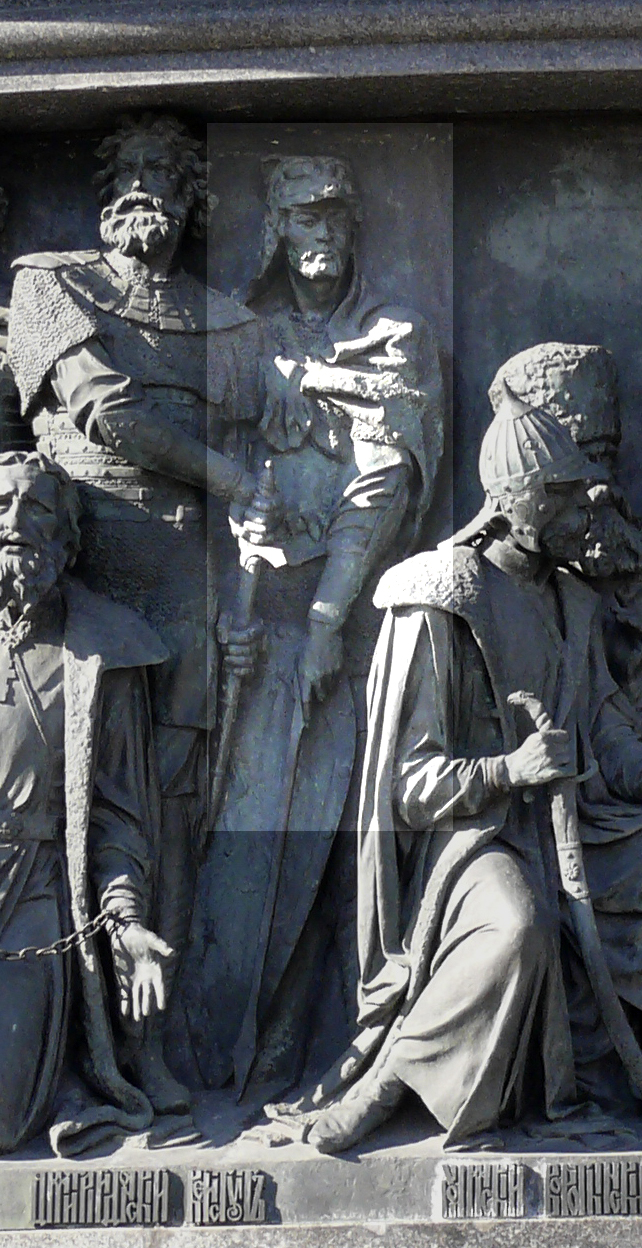
Кейстут на памятнике «Тысячелетие России»

Напор крестоносцев заставил литовских князей осознать необходимость восстановления власти великого князя и сплочения всех князей Гедиминова рода. Первыми пришли к этому осознанию Ольгерд и Кейстут, рождённые от одной матери, соединённые между собой узами дружбы и выделявшиеся политическим тактом и военными способностями. В 1345 году Кейстут, по предварительному уговору с братом, занял Вильну, где сидел младший сын Гедимина, Евнутий, и пригласил на великое княжение Ольгерда. Население не оказало сопротивления новому порядку. С тех пор до самой смерти Ольгерда братья действуют всегда солидарно.
Ольгерд интересовался всего более отношениями с Русью и собиранием под своей властью русских земель; Кейстут был всецело предан интересам коренной Литвы и Жемайтии. На его долю выпала трудная задача охранять западную границу Литовского государства от натиска крестоносцев, и эту задачу он выполнял около полустолетия с большим успехом. Своего рода диархия, при которой деятельность одного из соправителей Литвы была сосредоточена в западном направлении, а другого — в восточном, сохранялась позднее, в правление Витовта и Ягайло.
В 1350 году войска Великого княжества Литовского вернули Брест и Волынь, на короткое время овладели Львовом. В 1351 - 1352 гг. польско-венгерские войска совершили несколько походов на Брест, Белз, Владимиро-Волынский. В августе 1351 Кейстут вместе с Любартом был захвачен венграми в плен. От него потребовали принять крещение. Кейстут согласился, военные действия прекратились, и в сопровождении венгров он направился в Буду для принятия крещения. Однако по дороге ему удалось сбежать, и крещение не состоялось.
В 1362—1363 ему удалось присоединить к Великому княжеству Литовскому Подолье, изгнав оттуда мелких татарских ханов. На западном направлении, однако, дела складывались хуже. Крестоносцы разрушили Каунасский замок (см. Осада Ковно (1362)), Майшягалу и Кярнаве. В 1360 году Кейстут попал в плен к крестоносцам, но вскоре был обменян на большое количество пленных. Спустя некоторое время он вновь попал в плен к тевтонцам, после того как в очередной битве его сбили с коня и пленили. Он был помещен в замковую тюрьму Мариенбурга. По преданию, благодаря помощи рыцаря литовского происхождения Альфа Кейстут смог бежать и вместе с ним добраться до Мазовии, где их приняла дочка Кейстута, княгиня Данута.
В 1365 году к Ордену бежал сын Кейстута Бутовт. Крестоносцы попытались сделать его великим князем Литвы. Бутовта крестили, и вскоре крестоносцы пошли походом на Вильнюс, чтобы доставить туда будущего князя. По пути они изрядно разграбили страну. Однако, дойдя до предместий Вильнюса, рыцари остановились: было ясно, что мощные замки литовской столицы представляют собой практически непреодолимую преграду. Поэтому они были вынуждены повернуть назад. Сын Кейстута так и не укрепился на престоле. 

## Борьба с Ягайло

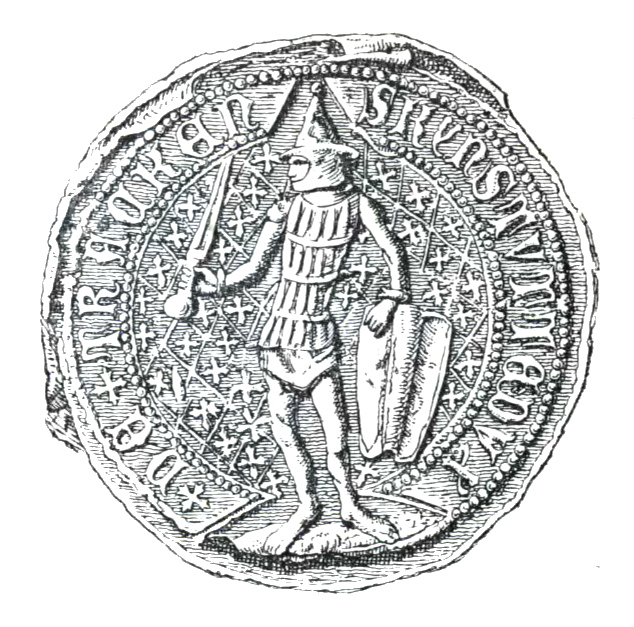
Печать Кейстута, 1379 год

После смерти Ольгерда (1377), Кейстут признал великим князем его сына от второго брака, Ягайло, назначенного Ольгердом себе в преемники. Благодаря огромному авторитету Кейстута в Литве и Жемайтии, он мог оказать важные услуги Ягайлу в борьбе с братьями и дать ему возможность утвердиться на великокняжеском столе. Однако Ягайло в 1379 году вступил в тайные переговоры с крестоносцами, а в 1380 году без согласования с Кейстутом заключил пятимесячное перемирие с Ливонским орденом и тайный Довидишковский договор с великим магистром Тевтонского ордена.
В 1380 году Ягайло выступил на стороне Мамая против промосковски настроенной части литовско-русской знати и в октябре 1381 года был свергнут с престола Кейстутом, проводившим политический курс на сближение с Москвой на антиордынской основе. Ягайло, захваченный Кейстутом в плен, подписал письменное признание Кейстута великим князем и был отпущен, получив назад во владение земли, оставленные ему отцом, — Крево и Витебск. Остальные Гедиминовичи также признали Кейстута великим князем. С Москвой удалось договориться ценой отказа от претензий на Смоленск и Верховские княжества.

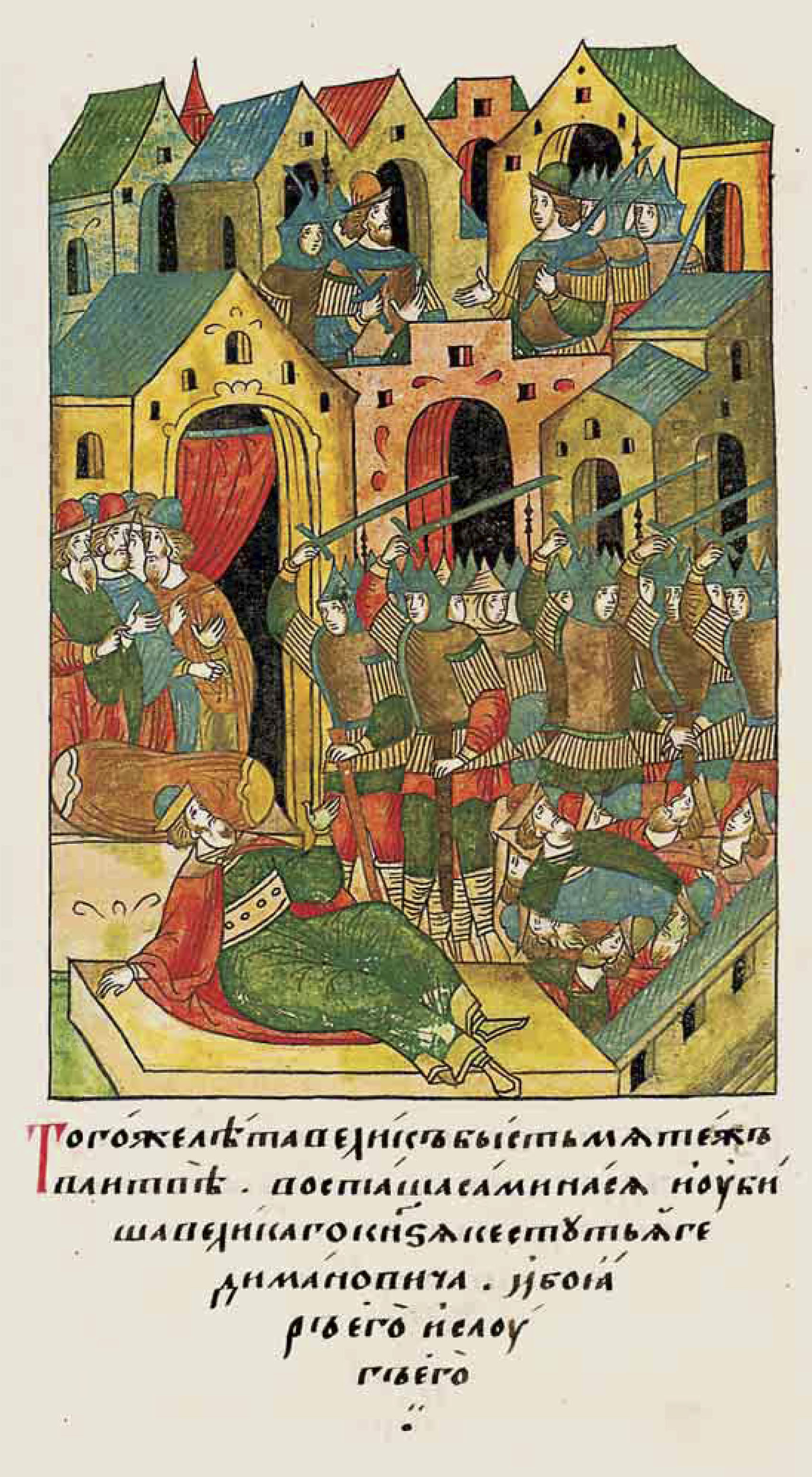
Убийство Кейстута

Однако уже в мае 1382 года мятеж против Кейстута поднял новгород-северский князь Корибут. Почти одновременно в Вильне вспыхнуло восстание сторонников Ягайла. Восставшие овладели городом, весь гарнизон был уничтожен. Ягайло прибыл в столицу из Витебска. На его стороне выступили и вторгшиеся в Литву крестоносцы. Сил, которые удалось собрать Кейстуту и его сыну Витовту, оказалось недостаточно для того, чтобы рассчитывать на победу в сражении. Кейстут согласился на переговоры и был обманом захвачен в плен вместе с Витовтом и заключён в Кревский замок, где его задушили 15 августа 1382 года. Также была утоплена жена Кейстута Бирута и замучены ее родственники Видмонт и Бутрим, Витовту удалось бежать из плена. Официально Ягайло объявил, что Кейстут был обнаружен наложившим на себя руки, но словам этим мало кто поверил. Тело Кейстута было перевезено из Крево в столицу и торжественно сожжено в Вильне по языческому обряду.

## Оценки
Постоянная борьба за родную землю, преданность вере и обычаям отцов сделали Кейстута любимым героем литовского народа; брак его с Бирутой, в юности бывшей вайделоткой (жрицей, служащей балтским языческим богам и охраняющей священный огонь), ещё более сблизил его с населением. И немецкие, и польские летописцы говорят о Кейстуте как о безупречном рыцаре.
За время княжения Кейстута на литовские земли совершено 70 походов и набегов со стороны Тевтонского ордена и 30 — из Ливонского ордена. Кейстут совершил 30 ответных походов на Тевтонский орден и 11 на Ливонский.

## Семья
По наиболее принятому мнению, Бирута (ок. 1325 — 1382 или ок. 1389) была единственной женой Кейстута. Однако есть свидетельства в пользу того, что Бирута была второй женой князя. Старшие дети родились до заключения их брака (в 1342/1344 году). Старший сын Патирг уже в 1340-е годы получил во владение Гродно от своего отца, а самая младшая дочь только лишь в 1392 вышла замуж. Точное количество детей Кейстута неизвестно. Обычно приводят имена шести сыновей и трёх дочерей.
Предположительно от первого брака были:
- Патирг (Патрикей) (ум. после 1365) — князь гродненский.
- Войшвил (Вайшвилас) (ум. 1370 или 1385/1387) — умер в молодом возрасте[15].
- Войдат (ум. после 1362) — в надёжных источниках упоминается только дважды. По малодостоверной Хронике Быховца, скончался в молодом возрасте[16].
- Бутовт (в крещении Генрих; ум. 1380) — в 1365 году крестился в Кёнигсберге по именем Генрих, в 1369—1381 годах состоял при дворе императора Карла IV[17].

От брака с Бирутой были:
- Витовт (в крещении Александр; между 1344 и 1350 — 1430) — великий князь литовский (1392—1430).
- Товтивил (в крещении Конрад; ок. 1355 — 1390) — сторонник Витовта.
- Микловса (в крещении Мария; ок. 1360 — 1405) — жена Ивана Тверского.
- Данута (в крещении Анна; 1362—1448) — жена Януша Мазовецкого.
- Корибут (в крещении Зигмунд; 1365—1440) — великий князь литовский (1432—1440).
- Римгайла (в крещении Елизавета; 1367/1369—1433) — жена Генриха Мазовецкого[англ.][15][комм. 1] и Александра I Доброго.

По мнению польского генеалога Василевского, дочерью Кейстута была Кенна-Иоанна (ок. 1350 — 1368) — первая жена поморского князя Казимира IV.

## В культуре
Фигура Кейстута изображена на нижнем ярусе монумента «Тысячелетие России».
Кейстут действует в романах Дмитрия Балашова «Симеон Гордый» и «Святая Русь» из цикла «Государи Московские».

## Комментарии
1. ↑  Генрих Мазовецкий (1368/1370 — 1392/1393) был сыном Земовита III Мазовецкого и младшим братом своего свояка Януша Мазовецкого (ок. 1346 — 1429).